# 向光性

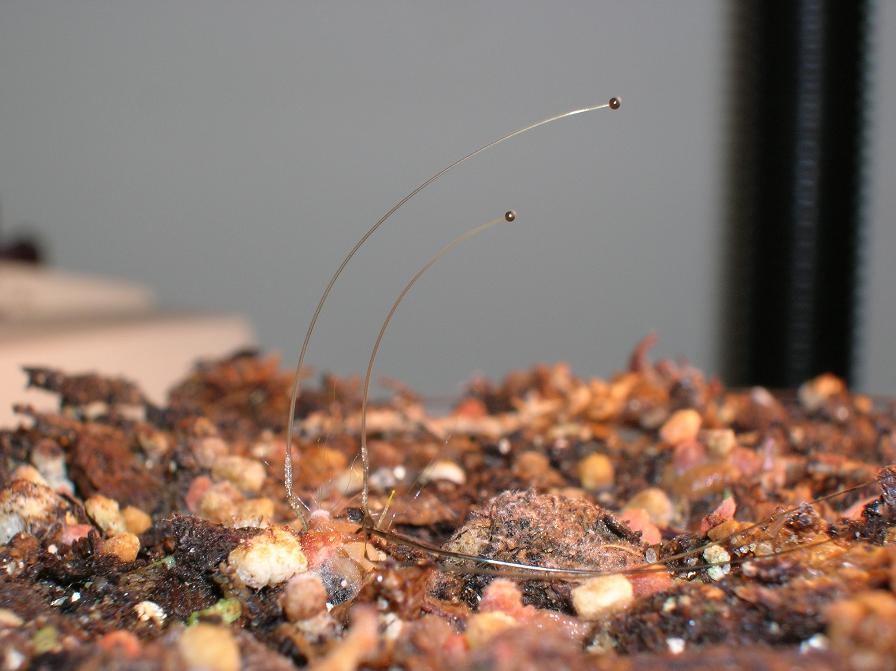
圖中的真菌Phycomyces亦有向光性現象。

向光性（英語：phototropism）是向性的一種，指生物的生長朝向光源較強烈的方向而影響的性質，常見於植物之中。朝向有光的一面生長稱為正向光性，反之稱為負向光性。大部分植物的莖部都是正向光性的，這可幫助葉的光合作用。而根部通常是負向光性的，不過向地性對根部生長方向更為重要。
所以其實植物的正向光性和負向地性是一樣的意思。
在部分植物中，莖部的正向光性是由一種由莖頂分泌的生长素造成的。受光的一面生长素合成受阻，背光的一面因此会含有更多的生长素并向下运输。生长素一方面能够刺激细胞膜上的质子泵，质子由胞浆流入胞壁，造成胞壁酸化。氢键和细胞壁多糖之间的键裂解，细胞壁松弛，细胞水势下降。细胞外水分流入造成细胞的伸长生长。另一方面，生长素会在基因水平上调节蛋白质合成，如周期蛋白，促进植物生长。

## 發現者
查爾斯·達爾文晚年(70歲左右)也花了一段時間研究植物的向光性。他與兒子弗朗西斯·达尔文(Francis Darwin) 於1880年將結果發表於《植物運動的力量》（The Power of Movement in Plants）一書。達爾文觀察草的種子發芽生長，發現芽會朝向太陽光照的方向生長，而且接受陽光訊號與產生反應是在不同的部位。後來的研究證明芽鞘的頂端會感受陽光而釋出訊號(即生長素)，使得芽鞘下方的組織在受光面生長速度慢，背光面生長速度快，使新生的芽趨向光源方向生長，即為現在所知的向光性之表現。

## 重要性
向光性使植物向太陽光的方向生長，以獲取最多的光源進行光合作用，並同時把植物帶向高處較多陽光的地方，這有利於種子的傳播。根的負向光性則能使根向泥土深部生長，以獲取足夠水份、養分和礦物質，以及使根能抓緊泥土，固定植物位置。

## 原因
外因：单侧光照射

内因：胚芽鞘背光一侧的生长素含量多于向光侧，使两侧生长不均匀，背光侧生长快，向光侧生长慢，胚芽鞘向光弯曲